# Trojka (EU)
A Trojka (néhol EU Trojka vagy Elnöki Trojka) vagy Trió az Európai Tanács egyik informális munkacsoportja, amely 3 tagból, az Európai Unió Tanácsának megelőző, aktuális és következő soros elnökéből áll. A döntéshozatal folyamatosságát hivatott szolgálni. A testület leginkább az EU külkapcsolatjaiban, fontosabb események során játszik a tagállamokat képviselő szerepet.

## A név eredete
A szó orosz eredetű; a hármas számot jelenti. Leginkább háromlovas szánra alkalmazzák (ld. trojka), más nyelveken is. (V. ö. Repin azonos című festményével). A nemzetközi politikában először az 1960-as évek elején jelent meg, amikor a Szovjetunió javasolta, hogy az ENSZ főtitkárát olyan trojkának kellene felváltania, amely a keleti blokk, a nyugati szövetség és az el nem kötelezett államok 1-1 képviselőjéből állna.

## Története
A Trojka eredetileg (az amszterdami szerződésig) a Miniszterek Tanácsának aktuális elnökéből, annak elődjéből és soron következő utódjából állt. Képviselte az Európai Uniót, a lisszaboni szerződés értelmében külpolitikai kapcsolatokban, amelyek a közös kül- és biztonságpolitika (angolul common foreign and security policy, CFSP) körébe tartoznak.
Az amszterdami szerződés értelmében a Trojka összetétele a következő:
- Az Európai Unió elnökségét aktuálisan betöltő tagállam külügyminisztere
- az Unió külügyi és biztonságpolitikai főképviselője (CFSP vezetője)
- A Külkapcsolatok és európai szomszédsági politika biztosa

(Lásd az európai uniós szerződés 18. cikkelyét)